# Ontologie-Editor
Ein Ontologie-Editor ist eine Software, mit der Ontologien – also Seinszusammenhänge – konstruiert werden können.
Einer der bekanntesten Ontologie-Editoren ist Protégé der Stanford University, der auf Datenaustauschprotokollen wie OKBC basiert und Ontologiesprachen wie OWL und RDF im- und exportieren kann.

## Kriterien für die Auswahl
Unter der Vielzahl von erhältlichen Editoren lässt sich eine Rangliste von Anforderungen etwa nach folgenden Punkten formulieren.
1. Grad der Abstraktion von der konkreten Ontologierepräsentation für die intuitive Wissensmodellierung
2. Visuelle bzw. intuitive Navigation im Wissensmodell
Die Visualisierung der Beschreibungszusammenhänge ist der Concept-Map und der Mindmap verwandt. Andererseits können derartige Weltbeschreibungen sowohl zur Entwicklung von Expertensystemen wie zur Entwicklung von Spielen dienen.
3. Inferenzmöglichkeiten mittels einer externen oder eingebauten Inferenzmaschine
4. Standardisierte Speicherformate = Ontologiesprachen
5. Abgleich zwischen verschiedenen Ontologien und die Integration externer Daten
6. Informationsextraktionsmöglichkeiten
7. Export-/Import von Ontologiefremdformaten
8. Unterstützung und Integration von Industriestandards und Core-Ontologien wie Dublin Core.
9. Natural language processing
10. Wizards für die Unterstützung von best-practice-Methoden
11. Anpassbarkeit an individuelle Bedürfnisse
12. Unterstützung von Groupware-Eigenschaften

### Softwaresysteme
- professionelle Entwicklungsumgebung zum Aufbau ontologiebasierter Anwendungen
- Protégé zur Erstellung von benutzerdefinierten Wissensbasen mit Anwendung (PDF).
- TopBraid Composer professionelle Modellierungsumgebung zur Entwicklung von Ontologien für das Semantische Web
- Chimæra und zugrundeliegende Anwendung
- webOnto ein Web-basierter Editor
- ONTOLIS ontologiebasiert Anwendungen erzeugen, Ontologien editieren im Browser, Webservice für ontologische Erschließung bestehender Datenpools
- VocBench frei verfügbare, professionelle Plattform für die Erstellung und Pflege von OWL-Ontologien, SKOS/SKOS-XL-Thesauri, Ontolex-Lemon-Wörterbüchern und generischen RDF-Datensätzen.